# ایگور ریباک
ایگور ریباک (اوکراینی: Ігор Михайлович Рибак؛ ۲۱ مارس ۱۹۳۴ – ۲۸ سپتامبر ۲۰۰۵) وزنه‌بردار اوکراینی‌تبار اهل اتحاد جماهیر شوروی سوسیالیستی بود.
وی در مسابقات کشوری و بین‌المللی در مجموع برندهٔ ۲ مدال طلا شده‌است.